# Palau Priuli Bon
El Palau Priuli Bon és un palau de Venècia, situat al barri de Santa Croce i amb vistes al costat dret del Gran Canal, entre la plaça de l' església de San Stae i el Palau Duodo.

## Història
Edifici construït entre els segles XIII i XIV, a instàncies de Leonardo da Vinci i Zaccaria Priuli. Era propietat de la noble família Priuli. A la planta baixa de l'edifici ara hi ha un espai d'exposicions.

## Descripció
La peculiaritat d'aquest edifici és, sens dubte, que assenyala i exemplifica la transició de l'estil veneciano-romà d'Orient, que es pot veure al pòrtic de la planta baixa, avui parcialment tapat però clarament caracteritzat per la presència d'arcs inflexions, a l'estil gòtic, caracteritzat pel balcó de cinc llums del primer pis noble.

Detalls de la façana. Fotografia de Paolo Monti
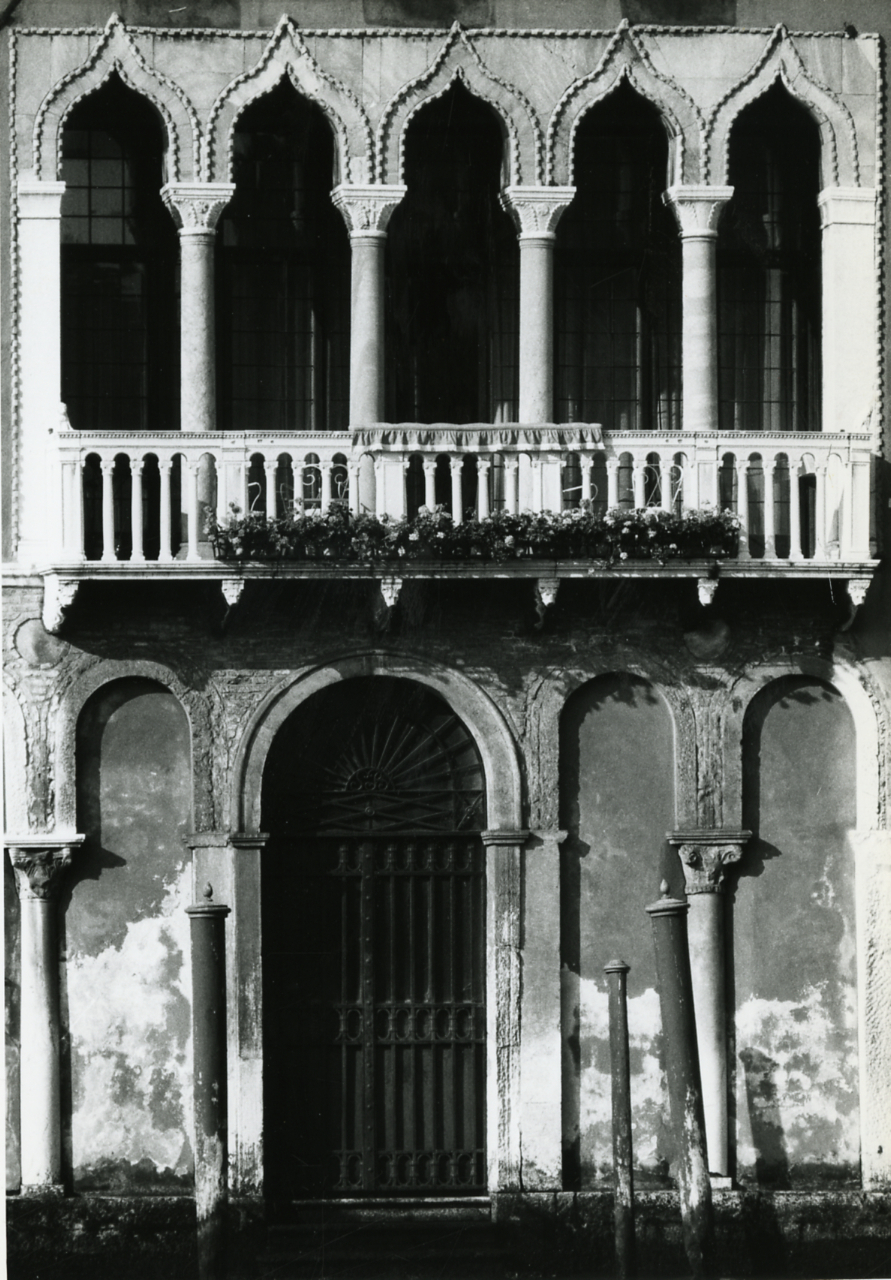
Secció central
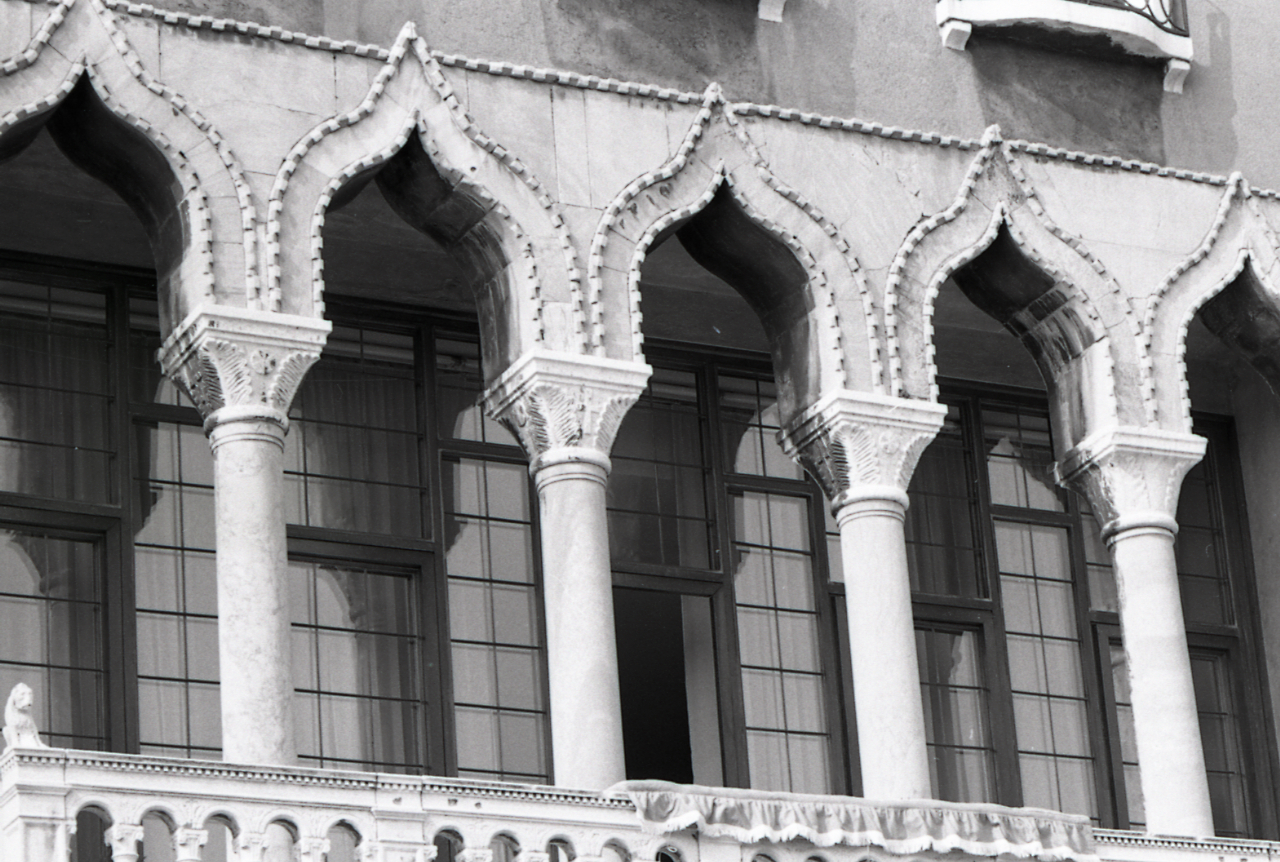
Pentàfora